# Три беглеца
«Три беглеца» (англ. Three Fugitives) — американский художественный фильм, ремейк французской комедии «Беглецы» 1986 года, поставленный тем же режиссёром — Франсисом Вебером.

## Сюжет
Знаменитый грабитель банков Лукас решил встать на праведный путь, но только выйдя на свободу и зайдя в банк, случайно становится свидетелем ограбления, организованного интеллигентным отчаявшимся безработным Недом Перри. Полиция окружает банк, Перри берёт Лукаса в заложники — но полиция уверена, что грабитель на самом деле Лукас, а Перри заложник. Лукасу приходится брать положение в свои руки и спасать и себя, и Перри. После серии совместных приключений Лукас всё-таки доказывает свою невиновность, а Перри пускается в бега. Но за это время Перри и Лукас успели проникнуться взаимной симпатией. И вот, когда маленькую дочь Перри забирают в сиротский приют, Лукас помогает Перри выкрасть её из приюта, и они, не без приключений, выбираются в Канаду. Перри отправляется в банк, а Лукас с Мэг ждут его на улице, и она просит его остаться. В этот момент приезжает полиция, а из банка выходит грабитель с Перри в качестве заложника. Лукас отвечает Мэг, что ещё с ними ненадолго останется.

## В ролях
- Ник Нолти — Лукас[4]
- Мартин Шорт — Нед Перри
- Сара Роуланд Дорофф — Мэг Перри
- Джеймс Эрл Джонс — Дьюган
- Алан Рак — детектив Тинер
- Брюс МакГилл — Чарли
- Брайан Томпсон — прохожий

## Прокат
Кассовые сборы в США составили 40,5 млн долларов.